# Astroboa granulata
Astroboa granulata is een slangster uit de familie Gorgonocephalidae.
De wetenschappelijke naam van de soort werd in 1938 gepubliceerd door Hubert Lyman Clark.